# Кимбалл, Спенсер
Спенсер Улли Кимбалл (англ. Spencer W. Kimball; 28 марта 1895[…], Солт-Лейк-Сити — 5 ноября 1985[…], Солт-Лейк-Сити) — религиозный лидер мормонизма, двенадцатый президент Церкви Иисуса Христа Святых последних дней. 
Кимбалл родился в Солт-Лейк-Сити, Юта, в семье фермера. Он являлся мормоном в третьем поколении. Юность провёл в городке Тэтчер, штат Аризона. С 1914 по 1916 год занимался миссионерской деятельностью в Миссури, после чего вернулся в Аризону, где устроился на работу банковским служащим. В дальнейшем основал страховую компанию. 
В дальнейшем Кимбаллу было поручено вести миссионерскую деятельность в индейских резервациях. В 1973 году он был выбран 12-м главой церкви и занимал эту должность до своей смерти в 1985 году. При Кимбалле в мормонизме были отменены запрет рукополагать в священство и совершать некоторые  таинства, включая таинство брака, в отношении чернокожих. До этого межрасовые браки между чёрными и белыми осуждались. Так называемые мормоны-фундаменталисты, отколовшиеся от основной мормонской церкви, придерживаются этой точки зрения до сих пор. 